# Хучиев, Муслим Магомедович
Мусли́м Магоме́дович Хучи́ев (чечен. Хучиев Мохьмадан воӀ Муслим; род. 5 августа 1971, с. Закан-Юрт, Ачхой-Мартановский район, Чечено-Ингушская АССР, РСФСР, СССР) — российский муниципальный и государственный деятель. Помощник Председателя Правительства РФ с 24 мая 2024. Председатель правительства Чеченской Республики с 25 июня 2018 по 21 мая 2024. Исполняющий обязанности главы Чеченской Республики (11—16 февраля 2019, 13—21 января 2020). Министр экономического, территориального развития и торговли Чеченской Республики (май 2013 — июль 2015). Мэр Грозного 11 августа 2015 — 25 июня 2018 (и. о. 8 июля — 11 августа 2015).
С 2019 года, за причастность к пыткам, находится под санкциями США, а с 2023 года, за осуществление депортации украинских детей в ходе нападения на Украину, находится под санкциями всех стран Евросоюза

## Биография
Родился 5 августа 1971 в селе Закан-Юрт Чечено-Ингушской АССР.

### Образование
В 1988—1991 годах учился в Чечено-Ингушском государственном университете имени Л. Н. Толстого в городе Грозный Чеченской Республики.
В 1991 году перевёлся и продолжил обучение на факультете журналистики Московского государственного университета имени М. В. Ломоносова по специальности «журналистика», который окончил в 1994 году.
В 2009 году окончил Российскую академию государственной службы при Президенте Российской Федерации по специальности «государственное и муниципальное управление».
В 2018 году окончил Российскую академию народного хозяйства и государственной службы при Президенте Российской Федерации по специальности «экономика» (магистр).

### Журналистика и коммерция
В 1995—1997 годах работал журналистом в Москве. Сначала в качестве корреспондента программы «Экран криминальных сообщений» телекомпании РТР (1995—1996), затем как корреспондент отдела корреспондентов службы информации телеканала «Деловая Россия» ВГТРК (1996—1997).
С мая 1998 по февраль 2003 — управляющий персоналом ЗАО «Кантри и К» (Москва).
С марта 2003 по июнь 2004 — менеджер по рекламе производственного предприятия ООО «Сокол РС» (Москва).

### Муниципальная и государственная служба
С июля 2004 по декабрь 2005 — руководитель пресс-службы Президента Чеченской Республики — пресс-секретарь Президента Чеченской Республики.
С декабря 2005 по 2006 — первый заместитель Руководителя Аппарата Президента и Правительства Чеченской Республики.
С марта 2006 по 6 марта 2007 — первый заместитель Руководителя Аппарата Президента и Правительства Чеченской Республики — министр Чеченской Республики.
С 7 марта 2007 по 1 января 2010 — глава Администрации г. Грозного.
С 1 января 2010 по 8 октября 2012 — мэр города Грозного.
С марта по май 2013 — советник Главы Чеченской Республики.
С мая по сентябрь 2013 — министр территориального развития, национальной политики и массовых коммуникаций ЧР.
С сентября 2013 по июль 2015 — министр экономического, территориального развития и торговли Чеченской Республики.
В июле 2015 — заместитель мэра Грозного.
С 8 июля по 11 августа 2015 — исполняющий обязанности мэра Грозного.
С 11 августа 2015 по 25 июня 2018 — Мэр Грозного.
С 25 июня 2018 по 21 мая 2024 — Председатель Правительства Чеченской Республики.
С 11 по 16 февраля 2019 и с 13 по 21 января 2020 — исполняющий обязанности Главы Чеченской Республики на время отпуска Рамзана Кадырова.
24 мая 2024 назначен помощником Председателя Правительства Российской Федерации.

## Санкции
25 апреля 2019 года США ввели санкции в отношении Хучиева в связи с его причастностью к серьезным нарушениям прав человека, в частности из-за причастности к пыткам. Также в санкционный список США была включена супруга Хучиева Сапият Шабазова и другие близкие родственники.
27 февраля 2023 года попал под санкции Украины против «причастных к похищению украинских детей» за поддержку нападения на Украину. Ранее Хучиев был внесён ФБК в список коррупционеров и разжигателей войны, с предложением введения против него международных санкций.
23 июня 2023 года Хучиев включён в санкционный список всех стран Евросоюза за действия которые подрывают или угрожают территориальной целостности, суверенитету и независимости Украины, в частности за осуществление депортации украинских детей:

Муслим Хучиев связан с Рамзаном Кадыровым в реализации планов Чечни по производству военной продукции для использования их армией в агрессивной войне против Украины. С момента начала агрессивной войны против Украины, Россия переправила многих украинских гражданских лиц в Чеченскую Республику. Муслим Хучиев является одним из ключевых лиц причастных к незаконной депортации украинских детей в Россию с их последующим незаконным усыновлением в российские семьи. Его действия нарушают права украинских детей и нарушают украинское законодательство, административный регламент Украины.— «Официальный журнал Европейского союза», Брюссель, 23 июня 2023 года
24 августа 2023 года Хучиев включён в блокирующий санкционный список США направленный против причастных к насильственному вывозу украинских детей в Россию. 1 марта 2024 года попал под санкции Японии.

## Критика
В удовлетворенной ЕСПЧ жалобе Лом-Али Элбиева утверждалось, что Хучиев и его подчиненные вымогали у Элбиева деньги, пытали и заставляли признать хищение бюджетных средств, которое он не совершал.

## Семья
Женат, шестеро детей.

## Награды
- Орден Почёта (2024)[19]
- Медаль «100 лет образования Чеченской Республики» (1 сентября 2022) — за значительный вклад в развитие Чеченской Республики, безупречную работу, высокий профессионализм, проявленный при исполнении должностных обязанностей, и в связи с 100-летием Чеченской Республики
- Медаль ордена «За заслуги перед Отечеством» II степени (30 декабря 2022) — за достигнутые трудовые успехи и многолетнюю добросовестную работу[20]
- Благодарственное письмо Главы Чеченской Республики
- Почётный гражданин Грозного
- Орден имени Ахмата Кадырова (2007)
- Заслуженный журналист Чеченской Республики (2008)
- Медаль «За боевое содружество» (2008)
- Орден «Держава» (2008)
- Орден «Держава» II степени (2008)
- Медаль «За службу на Северном Кавказе» (2017)
- Медаль «За мужество и отвагу» (2017)
- Медаль «За доблестный труд» (2017)
- Медаль «Памяти Ахмат-Хаджи Кадырова, первого Президента Чеченской Республики» (5 октября 2017) — за значительный вклад в дело первого Президента Чеченской Республики Ахмата Аддулхамидовича Кадырова, достигнутые успехи в градостроительстве